# Вентура (округ)
Шаблон:StateAbbr_ 34°22′ пн. ш. 119°09′ зх. д. / 34.36° пн. ш. 119.15° зх. д.
Округ Вентура (англ. Ventura County) — округ (графство) у штаті Каліфорнія, США. Ідентифікатор округу 06111.

## Історія
Округ утворений 1850 року.

## Демографія
За даними перепису
2000 року
загальне населення округу становило 753197 осіб, зокрема міського населення було 729622, а сільського — 23575.
Серед мешканців округу чоловіків було 375988, а жінок — 377209. В окрузі було 243234 домогосподарства, 182959 родин, які мешкали в 251712 будинках.
Середній розмір родини становив 3,46.
Віковий розподіл населення поданий у таблиці:
| Стать    | До 15 років | 15-21 | 22-29 | 30-39 | 40-49 | 50-65 | 65-85 | Понад 85 |
| -------- | ----------- | ----- | ----- | ----- | ----- | ----- | ----- | -------- |
| Чоловіки | 92005       | 39409 | 39751 | 60237 | 58853 | 53317 | 29482 | 2934     |
| Жінки    | 87702       | 35257 | 36058 | 59004 | 59677 | 55123 | 38033 | 6355     |

## Суміжні округи
- Керн — північ
- Лос-Анджелес — схід
- Санта-Барбара — захід

## Виноски
1. ↑  https://www.ventura.org/county-executive-office/about-us/ — Вентура.
2. ↑  U.S. Decennial Census. United States Census Bureau. Архів оригіналу за 19 липня 2018. Процитовано 31 травня 2014.
3. ↑  Historical Census Browser. University of Virginia Library. Архів оригіналу за 16 серпня 2012. Процитовано 31 травня 2014.
4. ↑  Population of Counties by Decennial Census: 1900 to 1990. United States Census Bureau. Архів оригіналу за 24 вересня 2015. Процитовано 31 травня 2014.
5. ↑  Census 2000 PHC-T-4. Ranking Tables for Counties: 1990 and 2000 (PDF). United States Census Bureau. Архів оригіналу (PDF) за 18 грудня 2014. Процитовано 31 травня 2014.
6. ↑  State & County QuickFacts. United States Census Bureau. Архів оригіналу за липень 22, 2011. Процитовано 6 квітня 2016.(англ.) Наведено за англійською вікіпедією.
7. ↑  Усі дані взяті зі звіту Бюро переписів США за 2000 рік, їх можна знайти онлайн тут. Дані про площу є онлайн за цією адресою. Проценти можуть не давати  100% в сумі, через округлення.

| США | Це незавершена стаття з географії США. Ви можете допомогти проєкту, виправивши або дописавши її. |